# Kitchen litho
La kitchen litho est une technique d’estampe basée sur le principe de la lithographie, simplifiée et adaptée à une utilisation accessible par tous. Le terme désigne autant le procédé d'impression que l'estampe imprimée en elle-même. « Litho » est une abréviation familière pour lithographie et « kitchen » signifie cuisine en anglais. C'est ce qui caractérise ce système d'impression : la kitchen litho fait appel à du matériel disponible dans la cuisine.
L'œuvre à reproduire est tout d'abord dessinée en gras avec du savon par exemple sur plaque ou feuille d'aluminium. Puis elle est fixée par acidulation grâce à l'action du soda ou autre liquide ménager non toxique à pH acide sur l'aluminium. L'encrage se fait au rouleau, avec de l'encre grasse sur l'aluminium humidifié. L'impression peut se faire « à la cuillère » ou avec une presse taille-douce ou une presse lithographique.

## Mise au point
Le nom kitchen litho a été choisi par Émilie Aizier alias Émilion, inventrice du procédé en juin 2011. L'artiste avait commencé ses recherches en 2009 dans le domaine de l'impression d'art non toxique, aidée par la suite des conseils du fabricant de presse taille-douce Gary Thibeau. Pouvant difficilement disposer d'une bête à cornes, autre nom de l'imposante presse lithographique, et devant les difficultés de manutention des pierres lithographiques, c'est en se retournant vers ce qu'elle trouvait dans sa cuisine qu'Émilion a mis au point sa technique légère.

## Technique et caractéristiques
La kitchen litho permet de créer et d'imprimer, jusqu'à une centaine d'exemplaires, des estampes originales. C'est une forme contemporaine de lithographie, appartenant également à la famille de l'algraphie ou alugraphie car la matrice est en aluminium. Comme la lithographie, la kitchen litho est une technique d'impression planographique (impression à plat) basée sur la répulsion entre l'eau et la graisse.

### Non-toxicité
Elle est non toxique car elle ne fait intervenir ni bitume, ni essence de térébenthine, ni autres produits à fortes émanations toxiques. L'huile de cuisine a remplacé la térébenthine pour effacer le dessin fait au crayon lithographique, pastel gras ou encre grasse. L'acide phosphorique utilisé traditionnellement pour l'acidulation sur l'aluminium a été remplacé par la préparation toute faite du cola, ou autre liquide de consommation à pH assez acide (soda, jus de fruits, vinaigre).

### Rapidité
La rapidité est surtout marquée par le fait que la feuille d'aluminium ménager ne nécessite aucune préparation (absence de grainage). Le cola (acide) agit immédiatement. Dans ce cas, les étapes complexes de la préparation de la plaque sont supprimées.

### Économie
Les feuilles ou plaques d'aluminium, le soda, l'huile et les outils de dessin s'achètent en commerce grand public. À défaut d'encre d'imprimerie, des essais peuvent se faire avec de la peinture à l'huile. Et à défaut de presse pour l'imprimerie ou de presse taille-douce, il est possible d'imprimer à la cuillère (utilisation du dos d’une cuillère comme frotton).

### Inconvénients
Par rapport à la lithographie traditionnelle, cette technique légère autorise moins facilement les retouches de détail. Les tirages sont plus limités en quantité. En revanche elle permet une expression spontanée et des expérimentations plus faciles.

## Reconnaissance artistique
La kitchen litho se répand par le fait de sa simplicité d’utilisation, notamment dans le cadre d’activités pédagogiques. Le Centre de la Gravure et de l'Image imprimée situé à La Louvière en Belgique, organise des ateliers kitchen litho depuis 2013. Le Musée de l’imprimerie de Lyon lui a consacré en 2012-2013 des animations pour les jeunes.
Dans le manuel Kitchen Litho, manuel de lithographie simple et non toxique rédigé par Émilie Aizier en 2012, Maxime Préaud, conservateur général honoraire à la Bibliothèque nationale de France signe une préface. Il écrit : « À ceux qui penseraient qu'il ne s'agit que de fariboles, je dirai ceci : attention ! Ça marche »
Lors du salon Lille Art Fair 2013, Hervé Di Rosa, artiste à l'honneur, réalise sa première kitchen litho en collaboration avec Émilie Aizier sur l'espace de l'Atelier Kitchen Print (Association destinée à la promotion de l'estampe et à la kitchen litho).